# Дворец Наций
Дворец Наций (фр. Palais des Nations) — комплекс зданий, построенный в период между 1929 и 1938 годами, в парке Ариана, в Женеве, Швейцария. Дворец Наций использовался в качестве штаб-квартиры Лиги Наций до её роспуска в 1946 году. С 1966 года во Дворце размещается Европейское отделение ООН в Женеве — вторая важнейшая резиденция ООН в мире после Нью-Йорка.
Кроме того, во Дворце также размещаются офисы региональных отделений МАГАТЭ, ЮНЕСКО, ЮНКТАД, УКГВ ООН, Организации Объединённых Наций по промышленному развитию, а также Продовольственной и сельскохозяйственной организации ООН (ФАО).
Каждый год в женевской штаб-квартире ООН проводится около 8000 заседаний, из которых около 600 являются крупными конференциями. 100 тысяч человек ежегодно посещает открытые залы Дворца в качестве туристов.

## История
После образования Лиги Наций 10 января 1920 года, в 1926 году, был проведён архитектурный конкурс, для того чтобы выбрать лучший проект будущего комплекса. Конкурсное жюри не смогло выбрать однозначного победителя из числа 377 представленных проектов и предложило авторам 5 лучших работ разработать совместный дизайн. В состав группы архитекторов вошли Карло Брогги (Италия), Юлиан Флегенхаймер (Швейцария), Камиль Лефевр и Анри-Поль Нено (Франция), а также Йожеф Ваго (Венгрия). Первый камень здания в неоклассическом стиле был заложен 7 сентября 1929 года. В 1933 году секретариат Лиги Наций разместился в законченной его части. К 1936 году большая часть сотрудников, работавших в других местах, была переведена в практически завершённое здание.
Внутренняя отделка здания была выполнена в основном из материалов, предоставленных странами-членами Лиги Наций. В основание первого камня была заложена временная капсула, содержащая, среди прочего, список всех стран-членов Лиги Наций, копии её учредительных документов, а также монеты стран-участниц. Тем не менее деятельность Лиги Наций к этому моменту была окончательно парализована, а сама организация определённо утратила былое влияние. В конечном итоге 20 апреля 1946 года Лига Наций была распущена.
После того как Дворец Наций был передан в ведение ООН, к комплексу было добавлено несколько зданий. Здание «D» было построено для временного размещения ВОЗ. Здание «E», достроенное в 1973, сейчас служит конференц-комплексом. В общей сложности, с учётом всех новых построек, длина комплекса составляет 600 метров, в нём находится 34 конференц-зала и 2800 офисов. Первый и третий этажи во Дворце позволяют пройти по всей длине комплекса.
Несмотря на то, что с 1966 года во Дворце Наций располагается отделение ООН в Женеве, Швейцария не являлась членом ООН вплоть до 2002 года.
Со временем потребовалась реконструкция комплекса. Сергей Орджоникидзе, генеральный директор европейского отделения ООН в Женеве, назвал необходимую для модернизации сумму в 1 миллиард долларов.
В 2008 году во Дворце был открыт новый Зал прав человека и Альянса цивилизаций. На оформление его потолка площадью 1,4 тыс. м² ушло 100 тонн краски и 18 миллионов евро.
В качестве иллюстрации антивоенных целей ООН напротив Дворца Наций установлено артиллерийское орудие, нацеленное на здание, при этом ствол орудия завязан в узел.

## Фотографии

Здание Ассамблеи Дворца Наций
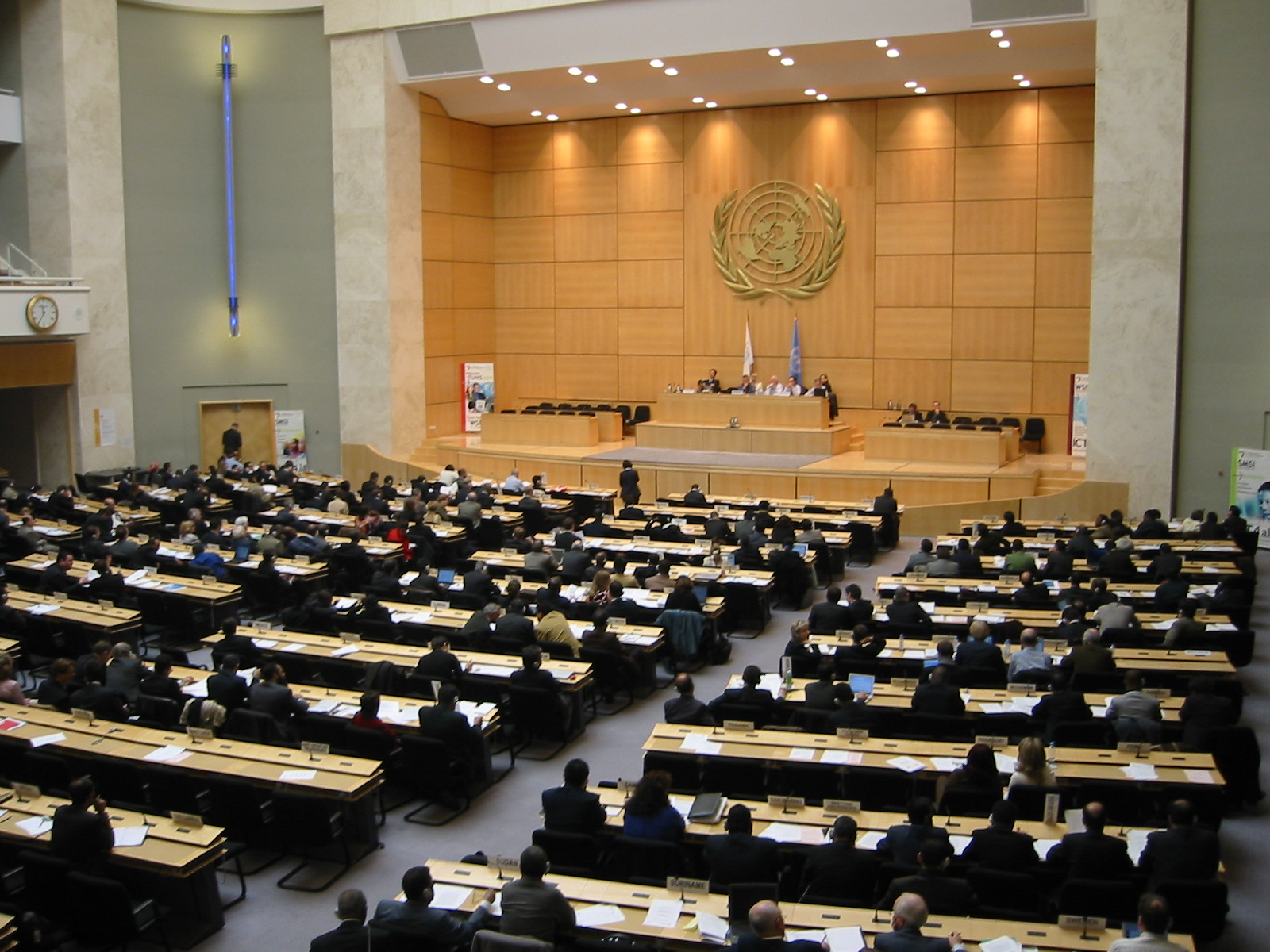
Зал пленарных заседаний в современном виде
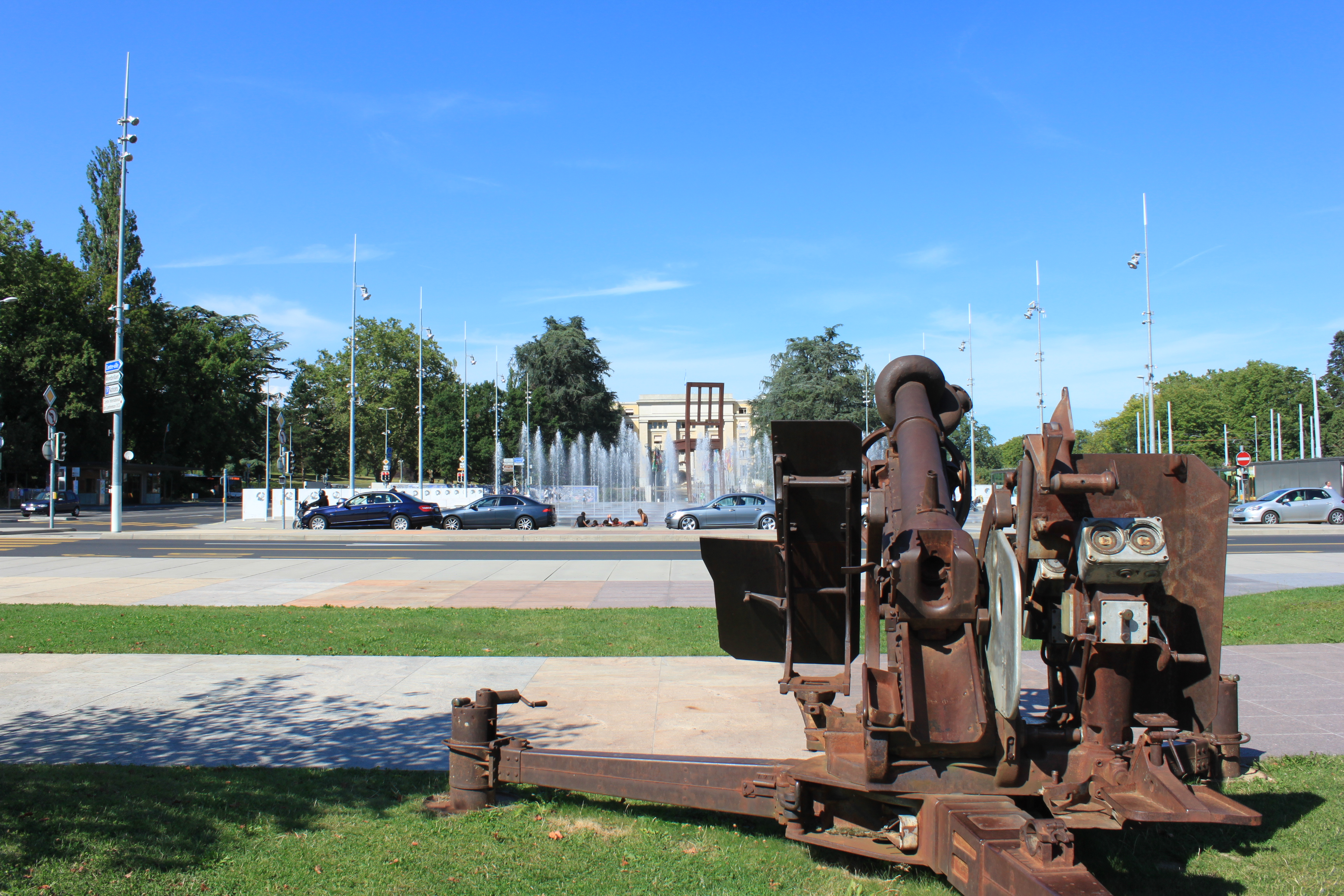
Орудие, нацеленное на резиденцию ООН в Женеве
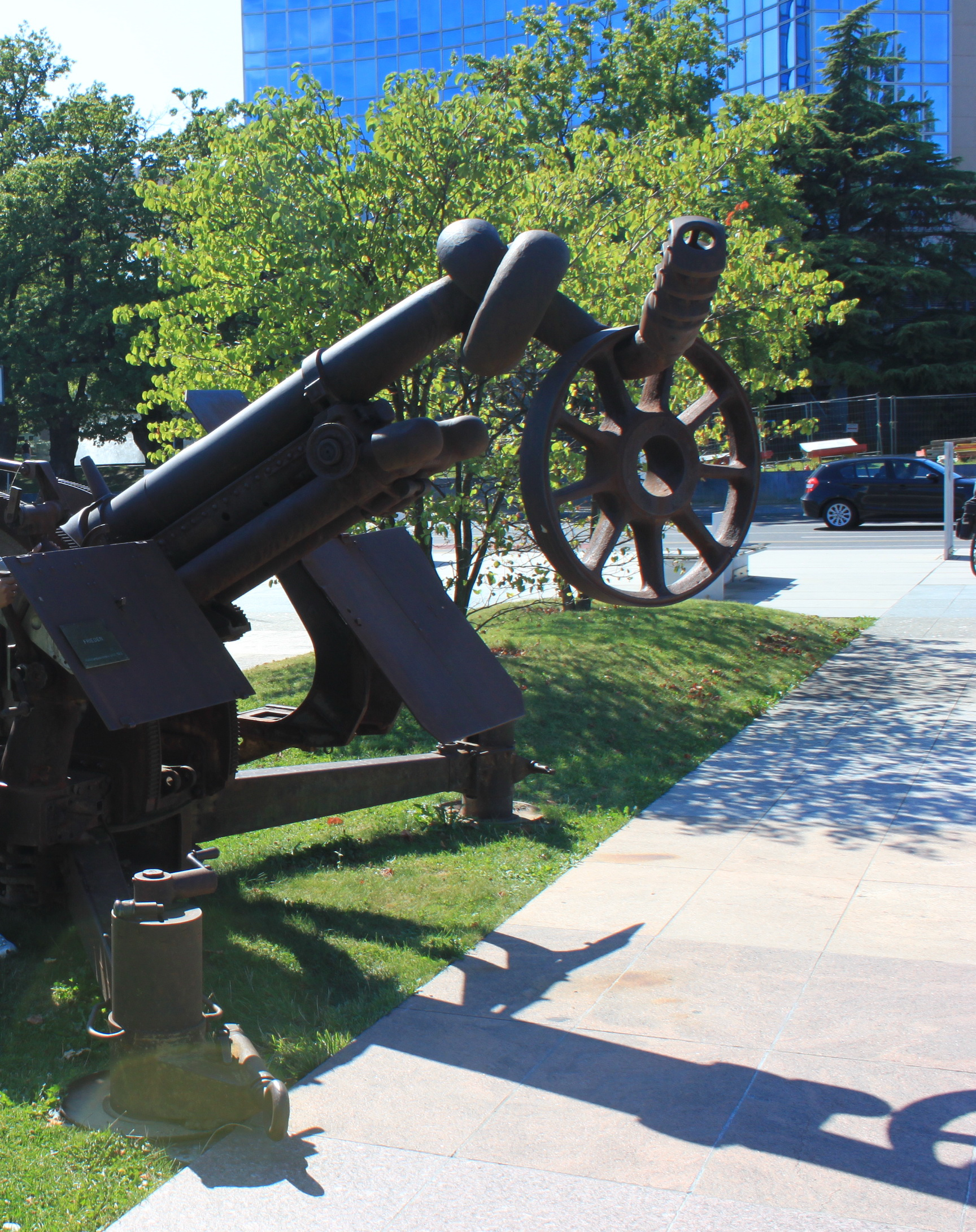
Ствол орудия, нацеленного на резиденцию ООН в Женеве
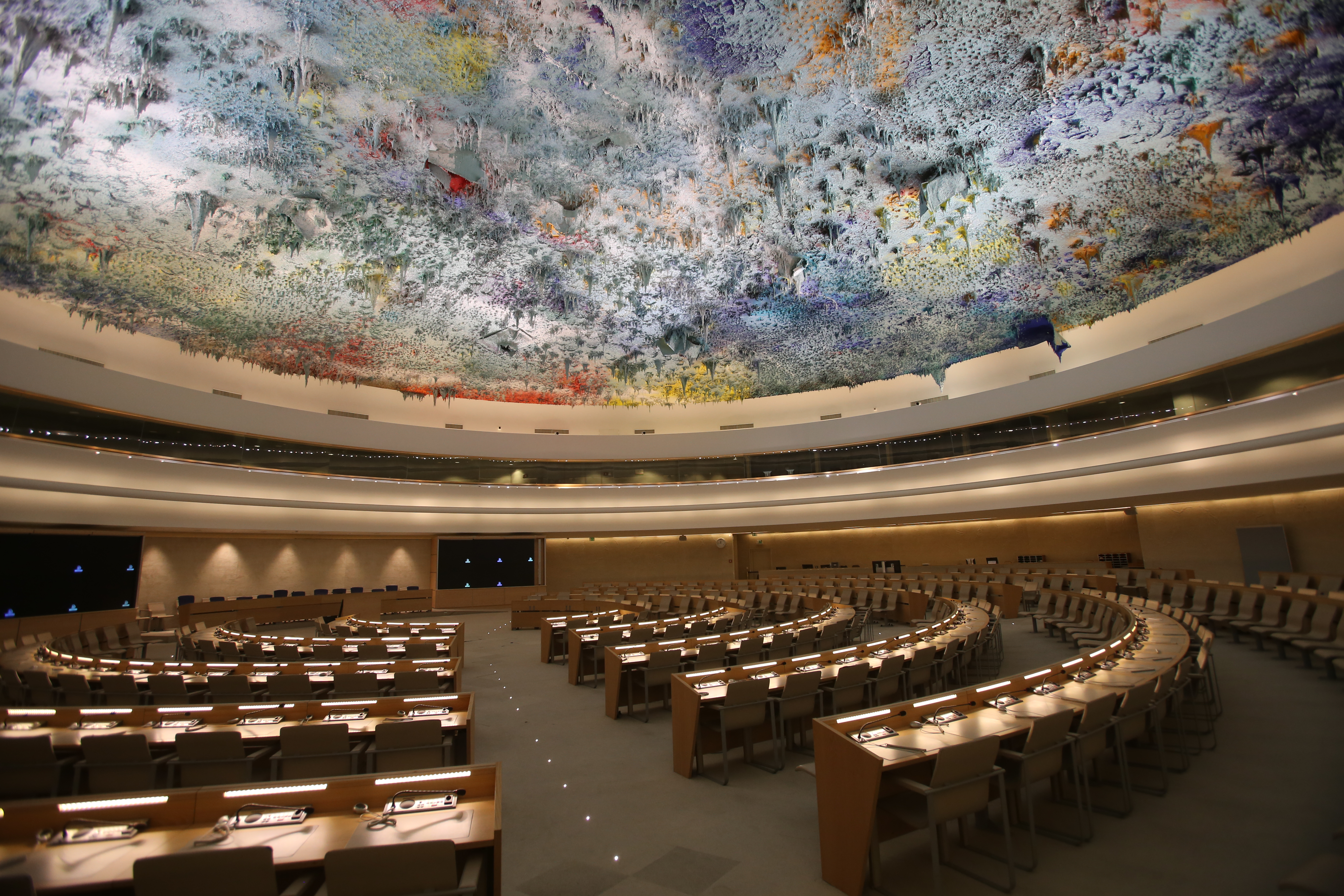
Зал прав человека и Альянса цивилизаций